# مزرعه بالا
مزرعه بالا روستایی از توابع بخش تودشک شهرستان کوهپایه در استان اصفهان ایران است.

## جمعیت
این روستا در دهستان جبل قرار دارد و براساس سرشماری مرکز آمار ایران در سال ۱۳۸۵، جمعیت آن ۴۱ نفر (۱۱خانوار) بوده‌است.
در سال ۱۳۹۰ جمعیت این روستا به ۲۳ خانوار افزایش یافته‌است و در حال حاضر دارای شورای اسلامی می‌باشد.